# 1932年新南威尔士州宪政危机
1932年新南威尔士州宪政危机是指1932年，新南威尔士州總督菲利普·盖姆解除新南威爾士州州長杰克·朗的州長職務後引起的憲政危機，这是澳大利亚發生的第一次宪政危机。 菲利普·盖姆的舉動觸發了1932年新南威尔士州选举，不過杰克·朗所在的政黨依然沒有贏得選舉。